# Malte Graßhof
Malte Graßhof (* 28. November 1970 in Bonn) ist ein deutscher Jurist und Richter. Er ist seit Juni 2023 Präsident des  Verwaltungsgerichtshof Baden-Württemberg, zugleich ist er seit Juli 2018 Präsident des Verfassungsgerichtshofes für das Land Baden-Württemberg.

## Leben
Nach dem Abitur nahm Graßhof ein Studium der Rechtswissenschaft an den Universitäten in Bonn und Freiburg auf, das er mit dem Ersten Staatsexamen abschloss. Das Referendariat absolvierte er in Heidelberg. Nach Ablegung des Zweiten Staatsexamens trat er 1999 als Richter auf Probe am Verwaltungsgericht Sigmaringen in den Justizdienst des Landes Baden-Württemberg ein. 2001 wurde er an das Bundesverfassungsgericht abgeordnet, wo er bis 2005 als wissenschaftlicher Mitarbeiter im Dezernat von Evelyn Haas tätig war. 2002 wurde er an der Universität Potsdam mit dem Thema Die Vollstreckung von Normenkontrollentscheidungen des Bundesverfassungsgerichts zum Doktor der Rechte promoviert. Weitere berufliche Stationen waren das Justizministerium Baden-Württemberg, der Verwaltungsgerichtshof Baden-Württemberg und das Staatsministerium Baden-Württemberg. 2009 erhielt Graßhof die Ernennung zum Richter am Verwaltungsgerichtshof, wurde dann aber als Leiter des Referates für das richterliche Personal der Fachgerichtsbarkeiten und Dienstrecht an das Justizministerium Baden-Württemberg abgeordnet. Von April 2013 bis zu seiner Ernennung zum Präsidenten des Verwaltungsgerichts Sigmaringen am 1. Februar 2016 war er Vizepräsident des Verwaltungsgerichts Karlsruhe. Im April 2018 folgte die Ernennung zum Präsidenten des Verwaltungsgerichts Stuttgart.
Graßhof wurde am 1. April 2018 zum Präsidenten des Verwaltungsgerichts Stuttgart ernannt und im Juli 2018 offiziell in das Amt eingeführt. Gleichzeitig übernahm er dort den Vorsitz der 6. Kammer, mit Zuständigkeit für Ausländerrecht, Baurecht, Bestattungs- und Friedhofsrecht sowie das Recht des öffentlichen Dienstes. Im Juli 2018 übernahm er von Eberhard Stilz das Wahlehrenamt des Präsidenten des Verfassungsgerichtshofs Baden-Württemberg.
Des Weiteren war er von 2006 bis 2018 als Lehrbeauftragter für Verfassungs-, Europa- und Völkerrecht an der Universität Tübingen tätig. 2018 wurde er ebenda zum Honorarprofessor ernannt. Graßhof ist Mitglied der CDU.